# Струтинська Марія Василівна
Марія Василівна Струтинська (дошлюбне Навроцька; 9 вересня 1897 — 6 травня 1984, Філадельфія) — українська письменниця, громадська діячка, співзасновниця Союзу українок, редакторка, журналістка. Учасниця Об'єднання українських письменників «Слово». Літературний псевдонім — Віра Марська, М. Терен, криптоніми — М. С-ка, М. С.

## Життєпис
Народилася в місті Долина теперішнього Калуського району Івано-Франківської області, у родині священника Василя Навроцького. Після закінчення учительської семінарії в Станиславові навчалася в Українському таємному університеті у Львові, працювала народною вчителькою.
У серпні 1919 року разом із Блянкою Баран та Іванною Одриною організували зустріч жінок Наддніпрянщини та Галичини. Сходини провели у Кам'янці-Подільському, де і проголосили заснування «Союзу українок».
У 1922 році одружилася із Михайлом Струтинським, українським громадсько-політичним діячем, журналістом, літературним критиком. Чоловік загинув у радянській в'язниці, разом із іншими в'язнями, яких більшовики при відступі в червні 1941 року, розстріляли.
У 1920-1930-х рр. При Головному виділі «Союзу українок» була створена просвітно-шкільна секція, яку очолила у 1922 році Марія Струтинська. Вона висунула на перший план у діяльночті секції проблему боротьби з неграмотністю. Цій темі присвячена низка її статей, які з'явилися друком у 1924 році.
У 1929 році «господарська» референтка Головного виділу «Союзу українок» Марія Струтинська розробила «План навчання 3-місячного курсу сільських господинь в Коршеві біля Коломиї» та «Інструкцію» щодо організації чотиримісячних куховарських курсів для селянок.
З молодих років включилася у громадсько-культурне життя, зокрема стала організаторкою жіночого руху, виступала зі статтями на сторінках журналів. Письменниця і журналістка, діячка Союзу Українок і редакторка його органу «Українка» (1937 — 39), співредакторка журналу «Наші Дні» (1941—1944). У 1940 році працювала в літературному музеї Івана Франка. В роки німецької окупації працювала в газеті «Щоденні вісті». Друкувала свої статті на сторінках журналів «Жіноча доля», «Українка», «Жінка».
Наприкінці війни виїхала до Австрії, з 1949 жила у Філадельфії, США. Була літературною редакторкою мистецького журналу «Нотатки з мистецтва» і співпрацювала з українськими газетами в Америці.
Марія Струтинська відома також як перекладачка, вільно володіла англійською, німецькою, французькою, латинською. В її перекладі вийшли твори Ромена Роллана, повість «Тітка Америка» Марії Галун-Блак, комедії французьких авторів Панаїт Істраті та О'Флягері.
Померла 6 травня 1984 р. у Філадельфії, де й похована на українському католицькому цвинтарі Фокс Чейз.

## Творчість
Авторка повісті «Буря над Львовом» (1944—1952), п'єс «Який чистий сніг», «Американка» (1973), збірки оповідань «Помилка д-ра Варецького» (1964); спогадів «Далеке зблизька» (1975). Нариси, оповідання, спогади, літературні есеї, друковані в газетах і журналах у США.
Окремі видання:
- Марська В. Буря над Львовом: Повість. Ч. 1. — Філадельфія: Київ, 1952. — 212 с.
- Струтинська М. Американка: П'єса для молоді. — Філадельфія, 1973. — 30 с.
- Струтинська М. Буря над Львовом: Повість. — Філадельфія: Київ, 1952. — 212 с.
- Струтинська М. Година в парку // Слово. Збірник 2. — Нью-Йорк, 1964. — С. 93-96.
- Струтинська М. Далеке зблизька. — Вінніпег: Тризуб, 1975.– 247 с.
- Струтинська М. Літературно-мистецький Львів крізь призму журналу «Наші дні» // Сучасність. — 1961. — № 10. — С. 37-45.
- Струтинська М. Помилка доктора Варецького: Оповідання. –Буенос-Айрес: Вид-во Ю. Середяка, 1963. — 144 с.